# Szerdahelyi István (diplomata)
Szerdahelyi István (Veszprém, 1959. augusztus 20. –) diplomata.

## Életpályája
1973-ban végzett a budapesti Fazekas Mihály Gyakorló Általános Iskola diákjaként. 1977-ben érettségizett az I. László Gimnázium spanyol nyelvi tagozatán. 1978-ban katonai szolgálatot teljesített. 1983-ban diplomázott az Eötvös Loránd Tudományegyetem Bölcsészettudományi Kar történelem–spanyol nyelv és irodalom szakán. 
1983-tól az Eötvös Loránd Tudományegyetem Bölcsészettudományi Kar Történelemtanítás Módszertani Kutatócsoport tudományos segédmunkatársa volt. 1984-től posztgraduális tanulmányokat folytatott Japánban, a Kobe Egyetemen, ahol 1987-ben szerzett MA fokozatot újkori japán történelem és nemzetközi kapcsolatok szakon. Időközben, már 1986-tól az Eötvös Loránd Tudományegyetem Bölcsészettudományi Kar Új- és Legújabbkori Egyetemes Történeti Tanszék egyetemi tanársegéde, 1999-től egyetemi adjunktusa. 
1990-ben a Magyar Köztársaság Tokiói Nagykövetségén II. osztályú titkár, 1993-tól I. osztályú titkár volt. 1998-ban Phd. fokozatot szerzett. 1999-ben rendkívüli és meghatalmazott Nagykövet lett a Magyar Köztársaság Tokiói Nagykövetségén. 
2006-tól az Eötvös Loránd Tudományegyetem Bölcsészettudományi Kar Orientalisztikai Intézet Kelet-ázsiai Tanszékének egyetemi docense. Később, mint az Eötvös Loránd Tudományegyetem, Bölcsészettudományi Kar, Japán Tanszékének tanszékvezető egyetemi docense folytatta tudományos pályáját. 2009-ben a Hong Kong Baptist University, Department of Government and International Studies tanszékén volt vendégoktató. 
2010-től a magyar Külügyminisztérium Ázsiai és Csendes-Óceáni Főosztályának vezetője és ASEM vezető tisztviselője lett. 2011 és 2016 között Tokióban, 2016 és 2021 között pedig Szingapúrban vezette nagykövetként a magyar külképviseletet, valamint ASEF Magyarországot képviselő kormányzójaként is tevékenykedett. 2022-től Szöulban él, mint a Koreai Köztársasághoz akkreditált rendkívüli és meghatalmazott nagykövet.

## Kitüntetései
| Szalagsáv | Típus                                                      | Év   | Megjegyzések |
| --------- | ---------------------------------------------------------- | ---- | ------------ |
|           | Felkelő Nap Érdemrend (2. fokozat, Arany és Ezüst Csillag) | 2000 | -            |